# Utvin

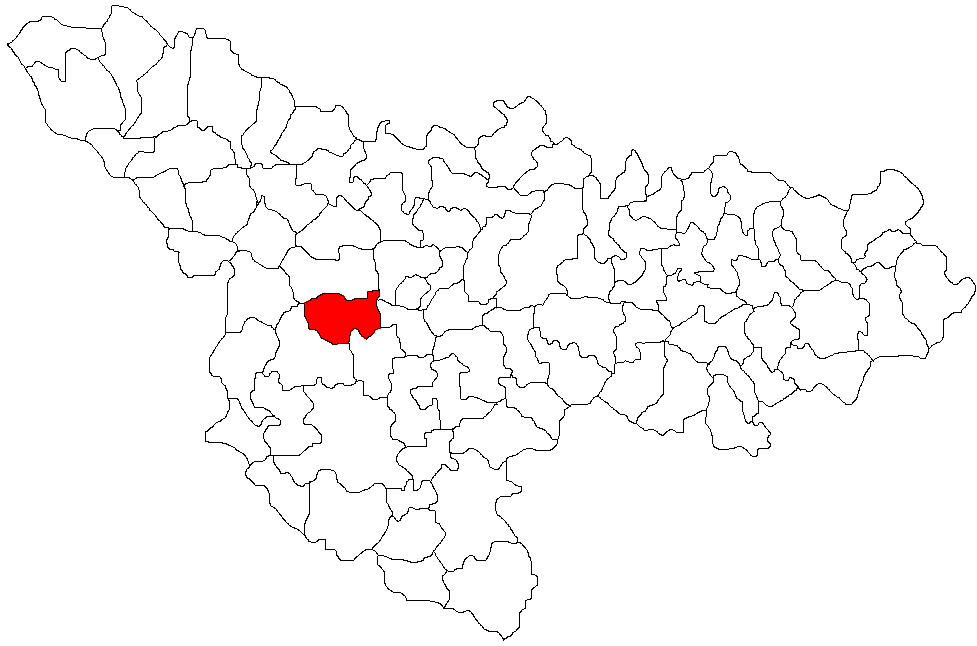
Lage der Gemeinde Sânmihaiu Român im Kreis Timiș

Utvin (deutsch Utwin, ungarisch Ötvény) ist ein Dorf im Kreis Timiș, Banat, Rumänien. Utvin gehört zur Gemeinde Sânmihaiu Român.

## Geografische Lage
Utvin liegt westlich von Timișoara, am linken Bega-Ufer. Bis zum Stadtrand von Timișoara sind es 2–3 Kilometer auf der Kreisstraße DJ591. Die Entfernung zum Stadtzentrum beträgt 9 Kilometer. Utvin liegt an der Bahnstrecke Timișoara-Cruceni.

## Nachbarorte
| Beregsău Mare   | Săcălaz                                     | Timișoara |
| Sânmihaiu Român | Kompassrose, die auf Nachbargemeinden zeigt | Timișoara |
| Diniaș          | Șag                                         | Giroc     |

## Geschichte
Eine erste urkundliche Erwähnung der Ortschaft Uthwin und Kis Otveny findet man in den päpstlichen Zehntlisten von 1333–1334. 1338 war Pogany Domokoş–Dominique Grundbesitzer der Siedlung, die zu der Zeit Marktrecht hatte. 1456 ist Johann Hunyadi Grundherr des Guts, das aber im selben Jahr von seinen Söhnen Matei und Latcu an Szilagyi Mihai de Horegsec verkauft wurde. Olah Iakob ist 1540 als Grundherr von Utvin in den Urkunden verzeichnet. 1912 sind Mihai Acxel de Zombor und Valentin Watz die Grundherren. Im Dorf gab es die Ziegelfabrik Dunster und Wetzler. Spätere Grundherren waren Olah Miclos, Mihail Oexel und Baron von Ronay.
Verwaltung
Bis 1526 gehörte Utvin zum Königreich Ungarn. Während der osmanischen Herrschaft (1526–1718) gehörte Utvin zum Vilâyet Timișoara. Von 1718 bis 1778 war die Ortschaft Teil der Habsburger Krondomäne Temescher Banat. 1778 wurde das Banat von der Kaiserin Maria Theresia dem Königreich Ungarn zugesprochen. Von 1849 bis 1860 war es Teil eines eigenständigen Kronlandes der Woiwodschaft Serbien und Temescher Banat. Nach dem Österreichisch-Ungarischen Ausgleich (1867) wurde das Banat dem Königreich Ungarn innerhalb der Doppelmonarchie Österreich-Ungarn angegliedert. Der Vertrag von Trianon am 4. Juni 1920 hatte die Dreiteilung des Banats zur Folge, wodurch Utvin an das Königreich Rumänien fiel.

## Demografie
| 1880 | 1268 | 1228 | 5   | 31  | 4  |
| 1910 | 1440 | 1171 | 105 | 144 | 20 |
| 1930 | 1327 | 1184 | 87  | 35  | 21 |
| 1977 | 1999 | 1871 | 108 | 10  | 10 |
| 2002 | 1875 | 1777 | 44  | 10  | 44 |